# 70-й гвардейский мотострелковый полк (СССР)
70-й гвардейский мотострелковый полк (70 гв. мсп) — тактическое формирование в составе Сухопутных войск СССР и Российской Федерации.
На момент расформирования в 2009 году полк входил в состав 42-й гвардейской мотострелковой дивизии СКВО.

## История
70-й гвардейский мотострелковый полк ведёт свою историю от 399-го стрелкового полка 111-й стрелковой дивизии 1-го формирования. 17 марта 1942 года полк был преобразован в 70-й гвардейский стрелковый полк 24-й гвардейской стрелковой дивизии.
28 августа 1943 70-й гвардейский стрелковый полк 24-й гвардейской стрелковой дивизии выбил противника из села Марфинка и к 16:00 овладел селом. Уничтожено до 70 немецких солдат и офицеров 7 автомашин и 7 пулемётов.
В 1957 году переформирован в 70-й гвардейский мотострелковый полк (в/ч 16158) в составе 42-й гвардейской мотострелковой дивизии.
В 1984 году полк стал учебным (в/ч 16158) в составе 173-го окружного учебного центра (в/ч 28320) (бывшей 42-й гвардейской мотострелковой дивизии) с дислокацией в городе Грозный. Расформирован в соответствии с директивой Генерального штаба № 314/3/0159 от 4 января 1992 года вместе со всем учебным центром в 1992 году. Вооружение и военная техника учебного полка, как и ВВТ всего остального учебного центра, перешли в руки чеченских сепаратистов.
Весной 2000 года полк возрождён на территории Чеченской Республики у города Шали. 21 марта 2000 года в н.п. Шали (район Птицефабрики) прибыл второй батальон 276 МСП (г. Екатеринбург), на базе которого был вновь сформирован 70-й Гв. МСП. Размещение и строительство лагеря полка было доверено Заместителю командира второго батальона капитану Байвердиеву Азад Галамирза Оглы и командиру отделения разведки и связи взвода управления 2-й минаметной батареи Гв. сержанту Репину Ивану Васильевичу (Первому гвардейцу нового 70 Гв.МСП). Пару неделями позже прибыл 1-й батальон, также состоящий из солдат срочной службы, и 3-й батальон состоящий из солдат и сержантов контрактной службы. В основном, в полку, это были служащие из Свердловской и Тюменской областей, а также Алтая и Якутии. Второй батальон 70 Гв. МСП был выбран войсковой маневренной группой (ВМГ), для ведения боевых действий и задач по всей территории р.Чечня в 2000 году; с чем он успешно справился.
Базовый центр в Шали представлял собой окружность диаметром от 2 до 2,5 км, с центром примерно в районе башни кормораздатчика птицефабрики, окружённую 12-ю (с октября 2000 года — 13-ю) заставами 70-го гв. мсп, численностью до взвода каждая (практически целый мсб постоянно стоял в охранении гарнизона). Заставы были оборудованы в инженерном отношении, имели развитую систему огня из стрелкового оружия, вооружения БМП и средств усиления (артиллерия гарнизона, включая БМ Град и миномёты, АГС, НСВС), в промежутках были установлены минные поля. Заставы были вырыты по принципу «улитка», препятствующей сквозному прострелу позиции заставы с любых направлений, за основными позициями застав на удалении 150—200 метров были оборудованы запасные позиции с огневыми точками средств усиления (БМП, танки, САУ на прямой наводке, ПТРК). На птицефабрике в период с 2000 по 2003 гг. находился НП артполка с ПСНР-5, контролировавший «активность» в секторе юго-восток-юго-запад (фактически от н.п. Агишты до н.п. Чири-Юрт, включая заброшенный военный городок учебного танкового полка). На башне кормораздатчика птицефабрики находился КНП батальона 70 гв.мсп, стоящего на сторожевых заставах и радиоретранслятор для связи со сторожевыми заставами. Рвы отрывались не только вокруг гарнизона, но и вокруг многих объектов (парки боевых машин, складские зоны, жилые городки, вт.ч. и палаточные на начальном этапе, огневые позиции дивизионов артполка и приданных огневых средств старшего начальника (БМ Ураган, БМ Смерч и ОТРК Точка-У). Основная цель рва-укрытие личного состава при обстрелах миномётами (вероятность чего никто никогда не исключал), а главное-предотвратить возможность движения транспортных средств (как противника, так и дружественных) и проникновения их на объекты гарнизона минуя установленные места (КПП, КТП, сторожевые заставы).
Во время войны в Грузии 70-й полк, вместе с другими частями 42-й дивизии, совершил многокилометровый марш из Чечни в Южную Осетию, преодолев Рокский тоннель и вступив в бой с грузинской армией. Полк прошёл более 300 км по горным серпантинам в сложнейших условиях, официально потратив времени на это меньше суток. В дальнейшем бойцы продолжили боевые действия за пределами Южной Осетии, заблокировав Гори и удерживая подступы к городу.
В 2009 году полк был расформирован в ходе проходившей в стране масштабной реформы Вооружённых сил.